# 豐塔納布朗山
46°05′59″N 6°56′18″E / 46.09972°N 6.93833°E
豐塔納布朗山（法語：Fontanabran，法語發音：[fɔ̃tanabʁɑ̃]）是瑞士瓦萊州的山峰，位於該國西南部，由負責管轄，屬於沙布莱山的一部分，海拔高度2,703米，每年平均降雨量1,674毫米。